# Adetus longicauda
Adetus longicauda är en skalbaggsart som först beskrevs av Bates 1880.  Adetus longicauda ingår i släktet Adetus och familjen långhorningar. Inga underarter finns listade i Catalogue of Life.